# حقوق ال‌جی‌بی‌تی در ۲۰۱۷
این صفحه فهرستی از رویدادهای قابل توجه در تاریخ حقوق دگرباشان است که در سال ۲۰۱۷ اتفاق افتاد.

## مناسبت‌ها

### ژانویه
- ۱ - ازدواج همان جنس در جزیره اسنیشن قانونی شد.[۱]
- ۷ - یک قانون مجازات جدید در پرو پس از یک مصوبه دولتی اصطلاحات گرایش جنسی و هویت جنسی به جنایت‌های نفرت موجود افزود و قوانین ضد تبعیض در نشریه رسمی منتشر شد.[۲][۳]
- ۹ - دادگاه قانون اساسی پرو تصویب کرد که همه ازدواج‌های هم‌جنس انجام شده در خارج از کشور باید به رسمیت شناخته شده و قابل ثبت در پرو باشند.[۴][۵]
- ۱۳- رئیس‌جمهور فنلاند یک لایحه مربوط به مزایای اجتماعی و مراقبت‌های بهداشتی را امضا می‌کند که اجرای قوانین ازدواج همجنسگرایان را که در ۱ مارس ۲۰۱۷ به تصویب می‌رسد، نهایی می‌کند.[۶][۷]
- ۱۶ - در ایرلند، ممنوعیت برای تمام عمر برای اهدای خون مردانی که با مرد سکس کرده‌اند به محدودیت یک‌ساله بعد از آخرین سکس جایگزین شد.[۸]
- ۲۰ - پس از به کار آمدن دونالد ترامپ به عنوان رئیس‌جمهور ایالات متحده، همه حقوق مربوط به LGBT از وب سایت کاخ سفید حذف شد.[۹]
- ۳۱ - سوئیس ممنوعیت برای تمام عمر برای مردانی که با مرد سکس کرده‌اند را با محدودیت یک‌ساله از آخرین سکس جایگزین کرد.[۱۰][۱۱]

### فوریه
- ۱۳ - مقام رسمی اسلامی مالزی به‌طور آشکارا از تبدیل درمانی حمایت کرد.[۱۲]
- ۱۷ - پارلمان فنلاند با رای ۱۲۰–۴۸ لایحه غیرقانونی کردن ازدواج همجنس‌گرایان را رد کرد.[۱۳][۱۴][۱۵]
- ۲۰- وزارت بهداشت هند توضیحات بهداشتی برای مربیان نوجوانان را بروز کرد و در آن طبیعی بودن همجنسگرایی را اضافه کرد.[۱۶]
- ۲۲- دولت ترامپ دستورالعمل‌هایی را برای دانش‌آموزان تراجنیستی را در مدارس دولتی در مورد استفاده از دستشویی را حذف کرد.[۱۷]
- ۲۴ - قانون اتحاد مدنی برای همجنسگرایان که تمام حقوق ازدواج به جز بچه‌آوری را دارد در اسلوونی اجرایی شد.[۱۸][۱۹][۲۰]
- ۲۸ - دو منطقه فیلیپین (باگیوسیتی و جزیره دیناگات) قوانینی را پیشنهاد می‌دهند که برابری را ترویج می‌دهند و تبعیض علیه افراد را بر اساس جنسیت و جنسیت ممنوع می‌کند.[۲۱]

### مارس
- ۱
  - ازدواج هم‌جنس در فنلاند قانونش اجرایی شد. سرپرستی فرزند توسط همجنس‌گرایان نیز قانونی شد.[۲۲]
  - جاستین گرینینگ، وزیر آموزش و پرورش بریتانیا اعلام کرد آموزش جنسی و روابط (SRE) تا سال ۲۰۱۹ در تمام مدارس انگلیس اجباری خواهد بود.[۲۳]
- ۲ - نیویورک کارمندان مدارس ملزم کرد که استفاده از ضمایر انتخابی دانش‌آموزان تراجنستی مطابق انتخاب دانش‌آموزان باشد.[۲۴]
- ۲۰ - فرماندار یوتا لایحه لغو ممنوعیت بحث در مورد «ارتقاء» یا حمایت از همجنسگرایی در مدارس را تصویب کرد.[۲۵][۲۶]
- ۲۷ - شورای شهر کلمبوس قوانین را برای ممنوعیت تبدیل درمانی برای تغییر گرایش جنسی یا هویت جنسی نوجوانان LGBT تصویب کرد.[۲۷][۲۸]
- ۳۰ - مجمع قانونگذاری جزایر فالکلند ازدواج همجنس‌گرایان را با رای ۷ تا ۱ قانونی کرد.[۲۹]

### مه
- ۲ - ازدواج همجنس در گورنسی قانونی شد[۳۰]
- ۴ - بیل هاسلم، فرماندار جمهوریخواه تنسی قانون، HB 1111 / SB 1085 به عنوان یک تلاش برای مبارزه با ابرگفل در برابر هاجز را اجرایی می‌کند[۳۱][۳۲]
- ۵ - ازدواج یک وکیل در برمودا پس از یک پرونده عالی دادگاه عالی قانونی می‌شود.[۳۳]
- ۱۰ - دانیل P. مالوری، فرماندار کانتیکات، HB 6695 را امضا می‌کند که از استفاده از روش تبدیل درمانی برای تغییر گرایش جنسی یا هویت جنسی در جوانان LGBT ممنوع می‌کند.[۳۴]
- ۱۷ - فرماندار نوادا برایان Sandoval قانون SB 201، که تبدیل درمانی برای تغییر گرایش جنسی یا هویت جنسیتی برای دگرباشان جنسی جوانان را ممنوع می‌کند امضا کرد.[۳۵][۳۶]
- ۲۴- دادگاه عالی تایوان دستور قانونی به اصلاح قوانین موجود یا ایجاد قوانین جدید را ظرف دو سال برای قانونی کردن ازدواج همجنسگرایان در تایوان را می‌دهد. این اولین کشور در آسیا است که ازدواج همجنس‌گرایان را به رسمیت می‌شناسد.[۳۷]

### ژوئن
- - ۱۲ - لئو وارادکار به عنوان نخست‌وزیر ایرلند انتخاب شده‌است، که وی را اولین و جوانترین و اولین رهبر آشکارا همجنسگرای ایرلند می‌شود.[۳۸]

### ژوئیه
- ۱۶ - دولت اسرائیل اعلام کرده‌است که زوج‌های همجنسگرا مجاز به سرپرستی در اسرائیل نیستند.[۳۹]
- ۲۶ - دونالد تامپ، رئیس جمهور آمریکا، ممنوعیت خدمت افراد ترنس در ایالات متحده را اعلام می‌کند.[۴۰]

### سپتامبر
- ۱ - ازدواج هم‌جنس در مالت قانونی می‌شود[۴۱] لایحه برای قانونی شدن آن توسط مجلس در ۱۲ ژوئیه ۲۰۱۷ تصویب شد و در ۱ اوت توسط رئیس‌جمهور اجرایی شد.[۴۲]
- ۲۹- دادگاه عالی بوتسوانا قضاوت کرد که یک مرد فرانسوی حق قانونی برای تغییر جنسیت خود را دارد.[۴۳][۴۴]

### اکتبر
- ۱ - ازدواج هم‌جنس در آلمان قانونی می‌شود.[۴۵] لایحه قانونی توسط بوندستاگ در ۳۰ ژوئن ۲۰۱۷ و توسط بوندسرات در تاریخ ۷ ژوئن به تصویب رسید.[۴۶][۴۷] و توسط فرانکل والتر اشتاین مایر، رئیس‌جمهور آلمان ، در تاریخ ۲۰ ژوئیه امضا شد.[۴۸]

### نوامبر
- ۱۵ - نتایج نظرسنجی مربوط به قانون ازدواج استرالیا منتشر می‌شود که در آن ۶۱٫۶ درصد از رای‌دهندگان به قانونی کردن ازدواج همجنس در استرالیا رای می‌دهند.[۴۹]

### دسامبر
- ۵ - دادگاه قانون اساسی اتریش، ممنوعیت ازدواج همجنسگرایان را غیرقانونی اعلام می‌کند. در ۱ ژانویه ۲۰۱۹، ازدواج همجنس قانونی می‌شود.[۵۰][۵۱]
- ۷ - ازدواج همجنس به صورت رسمی در استرالیا قانونی می‌شود.[۵۲]
- ۱۱ - علی‌رغم مخالفت رئیس‌جمهور دونالد ترامپ، یک قاضی فدرال تصویب می‌کند از ۱ ژانویه ۲۰۱۸ افراد تراجنسی قادر به خدمت در ارتش آمریکا باشند.[۵۳]
- ۱۲ - کابینه ترامپ به دیوان تجدید نظر دیوان کل دیجیتال اعتراض می‌کند و درخواست می‌کند که خدمت کردن افراد تراجنسی را در ارتش ایالات متحده متوقف کند.[۵۴]
- ۱۸ - دادگاه عالی بوتسوانا تصریح کرد که یک زن تراجنسی مجاز است جنسیت ثبت شده خود را عوض کند، که در سپتامبر مشابه پرونده مشابهی را ثبت کرده‌است.[۵۵] در همان روز، دولت بوتسوانا تصمیم گرفت به حکم دادگاه اعتراض نکند.[۵۶]